# Friedrich Georg Hornemann
Friedrich Georg Hornemann geboren vor 1753; gestorben 1786 in Hildesheim war ein Pastor der evangelisch-lutherischen Stadtpfarrkirche St. Andreas und Lehrer am Hildesheimer Gymnasium Andreanum. Er war der Vater des Afrikareisenden Friedrich Konrad Hornemann (1772–1801).

## Leben
Die Geburtsdaten von Friedrich Georg Hornemann sind unbekannt. Rückschlüsse erlauben die Annahme, dass er seine Jugendjahre in der Region Hildesheim verlebte. Ein erster Nachweis seiner Existenz findet sich in der Matrikel der Universität Göttingen. Er immatrikulierte am 24. Oktober 1748 unter dem Prorektor Georg Ludwig Böhmer.
Seit 1753 predigte Hornemann in der Hildesheimer Andreaskirche als Zweiter Pastor. Zugleich unterrichtete er an der ihr zugeordneten Schule, dem Andreanum, an der sowohl in Basisfächern wie zur Vorbereitung auf ein Hochschulstudium gelehrt wurde.
Zum Kollegium des Hildesheimer Gymnasiums gehörte auch Ludewig Gottlieb Crome, dessen Schwester, Catharine Dorothee Juliane (geboren 15. März 1744), er am 26. Juni 1766 in Alfeld heiratete. Sie war die Tochter des Konsistorialrats und General-Superintendenten Friedrich Andreas Crome. Aus der Ehe gingen fünf Kinder hervor. Sophia Christina (* 1767), Charlotte Elisabeth Frederica (* 1770), Friedrich Konrad (* 1772), Christian Ludowig (* 1774) und August Wilhelm Hornemann (starb am 23. Dezember 1782 wohl bald nach der Geburt).
Hornemann wurde 1771 zum Ratsprediger ernannt und wurde ein Jahr später Erster Pastor. Als Senior Ministerii (Ältester eines Ministeriums, also Minister oder hoher Bediensteter des Landes oder einer kirchlichen Institution) starb er im  Pfarrhaus und wurde 1787 in der Andreaskirche beigesetzt.

## Veröffentlichungen
Als junger Pastor und Lehrer befasste sich Hornemann mit der Biographie von Sir William Dawes (1671–1724), Erzbischof von York, und übersetzte dazu englische Texte ins Deutsche:
- Nachricht von dem Leben, Schriften und Charakter des gewesenen Erzbischofs Sir William Dawes, aus dem Englischen übersetzt, Braunschweig und Hildesheim, 1766
- Ermunterungen zu der Liebe gegen die Armen, in einigen Predigten von Sir William Dawes, aus dem Englischen übersetzt, 1770